# Hypoponera opaciceps
Hypoponera opaciceps es una especie de hormiga del género Hypoponera, subfamilia Ponerinae. 

## Subespecies
- Hypoponera opaciceps cubana (Santschi, 1930)
- Hypoponera opaciceps gaigei (Forel, 1914)
- Hypoponera opaciceps gibbinota (Forel, 1912)
- Hypoponera opaciceps jamaicensis (Aguayo, 1932)
- Hypoponera opaciceps opaciceps (Mayr, 1887)
- Hypoponera opaciceps pampana (Santschi, 1925)
- Hypoponera opaciceps postangustata (Forel, 1908)

## Distribución
Esta especie se encuentra en Argentina, Brasil, Colombia, Costa Rica, República Dominicana, Ecuador, islas Galápagos, Honduras, México, Panamá, Paraguay, Puerto Rico, Estados Unidos, Uruguay, Samoa Americana, Fiyi, Polinesia Francesa, Hawái, Nueva Caledonia, Palaos, Papúa Nueva Guinea y Samoa.